# Rotemburgo del Wümme
Rotemburgo del Wümme o Rotenburg an der Wümme en alemán (hasta 1969, Rotemburgo en Hannover) es una ciudad ubicada en Baja Sajonia, Alemania. Es la capital del distrito de Rotemburgo y tiene una población estimada de 21 500 habitantes.
Rotemburgo se sitúa en el río Wümme, que a su vez está entre los ríos Elba y Weser aproximadamente en la misma latitud que Hamburgo y Bremen. A menudo le llaman en alemán Rotenburg (Wümme) para distinguirla de la ciudad de Rotemburgo de Fulda en Hesse.
La ciudad fue fundada en 1195, cuando el obispo de Verden construyó un castillo en el lugar. El castillo tomó su nombre del color de los ladrillos (rot significa rojo; burg, castillo). El establecimiento colindante seguía siendo una pequeña aldea hasta el siglo XIX.
- Datos: Q498560
- Multimedia: Rotenburg (Wümme) / Q498560

1. ↑  Worldpostalcodes.org, código postal n.º 27356.